# Włodzimierz Józef Wesołowski
Włodzimierz Józef Wesołowski (* 25. November 1929 in Borysławice bei Błaszki; † 21. November 2020 in Warschau) war ein polnischer Soziologe und Politikwissenschaftler. Er war für seine theoretischen und empirischen Arbeiten über Eliten, insbesondere politische Eliten, bekannt.

## Werdegang
Wesołowski erwarb 1952 an der Universität Łódź einen Bachelor in Soziologie, 1954 an der Universität Warschau einen Master in Philosophie. 1961 wurde er dort in Soziologie promoviert, 1964 habilitiert. Von 1964 bis 1968 war er Assistenzprofessor für Soziologie an der Universität Łódź, von 1968 bis 1982 an der Universität Warschau. Von 1972 bis 1999 hatte er zusätzlich eine Professur an der Polnischen Akademie der Wissenschaften (PAN) inne und war von 1972 bis 1980 Leiter der dortigen Abteilung für Soziale Strukturen und von 1991 bis 1999 Leiter der Abteilung für Machtstrukturen. Von 1974 bis 1981 war Wesołowski zusätzlich stellvertretender Direktor für Forschung am Institut für grundlegende Probleme des Marxismus-Leninismus (Instytut Podstawowych Problemów Marksizmu-Leninizmu) des Zentralkomitees der Polnischen Vereinigte Arbeiterpartei PZPR.
Seit 1993 war Wesołowski Professor an der Graduiertenschule des Instituts für Philosophie und Soziologie der Polnischen Akademie der Wissenschaften (IFiS PAN). Hier gehörte er zuletzt (Stand 2019) noch zum wissenschaftlichen Beirat. Seit 1995 hatte er zusätzlich eine Professur am Collegium Civitas inne, einer Privatuniversität in Warschau. Hier gehörte er (mindestens) bis 2018 dem Senat an. Von 2002 bis 2005 war er Präsident der polnischen soziologischen Gesellschaft (Polskie Towarzystwo Socjologiczne).
1988 wurde Wesołowski in die American Academy of Arts and Sciences gewählt, 1993 in die Academia Europaea. 1989 erhielt er ein Ehrendoktorat der Universität Helsinki.